# Fraps
Fraps (afgeleid van frames per second) is een real-time video-capture en benchmarking computerprogramma. Dit betekent dat het programma u het aantal frames per seconde kan laten zien, het programma kan opnemen wat er op uw scherm gebeurt en het opslaan in een videobestand en het programma kan screenshots maken van wat er op uw beeldscherm zich afspeelt. Van Fraps bestaat er een betaalde en een gratis versie. De gratis versie kan maar voor een korte bepaalde tijd achtereenvolgend opnemen en toont een watermerk in zowel videobestanden als screenshots en de betaalde versie heeft deze beperkingen niet. Fraps heeft ondersteuning voor OpenGL en DirectX.